# Ölschwitz
Ölschwitz (mitunter auch Olschwitz) ist eine bereits im Mittelalter wüst gefallene Siedlung auf dem Gebiet der heutigen Stadt Leipzig.

## Lage
Ölschwitz befand sich etwa vier Kilometer in südsüdöstlicher Richtung vom heutigen Stadtzentrum Leipzigs auf dem Gebiet des jetzigen Leipziger Ortsteils Marienbrunn. Aus möglicherweise als Friedhof zu deutenden Knochenfunden wird die Kirche als das Zentrum des Dorfes an der Kreuzung der Straßen Rapunzelweg und An der Märchenwiese vermutet. Ölschwitz lag an dem damals noch offen von Probstheida zur Pleiße fließenden Trenkengraben, der heute verrohrt ist.

## Geschichte
Ölschwitz war wegen des slawischen Ursprungs seines Namens vermutlich eine sorbische Gründung in der Zeit der altsorbischen Landnahme, die ab dem 7. Jahrhundert anzusetzen ist.
Um 1000 wurde in Ölschwitz eine Kapelle errichtet. 1017 wurde Ölschwitz als Olscuizi bei Thietmar von Merseburg erwähnt. Zum Sprengel der Ölschwitzer Kapelle dürften zunächst auch die benachbarten Dörfer Connewitz und Döbschitz gehört haben.
Bereits 1372 wurde Ölschwitz letztmals erwähnt, und zwar als Wirtschaftshof des Augustiner-Chorherrenstifts St. Thomae in Leipzig. Der Grund des Niedergangs des Ortes ist nicht bekannt. Die Kapelle existierte weiter und wurde als Heilig-Kreuz-Kapelle zu einem bekannten Wallfahrtsort. Sie soll eine Reliquie vom Kreuz Jesu besessen haben. Die Bedeutung der Ölschwitzer Kapelle wird auch dadurch bestätigt, dass ihr zweimal – 1463 von Papst Pius II. und 1493 von Papst Alexander VI. – das Recht der Ablasserteilung verliehen wurde. Nach der Reformation entfiel die Bedeutung der Kapelle, und 1556 berichtet das Leipziger Rechnungsbuch, dass die Steine der Kapelle zum Bau der Wasserleitung vom Marienbrunnen nach Leipzig verwendet wurden.
Ende des 15. Jahrhunderts richtete das Augustiner-Chorherrenstift auf der Mark Ölschwitz eine Schäferei ein, die aber in den Wirren des Dreißigjährigen Krieges aufgegeben wurde. Der größte Teil der ehemals Ölschwitzer Flur fiel im Laufe der Geschichte an Connewitz.